# 1599 Джіомус
1599 Джіомус (1599 Giomus) — астероїд головного поясу, відкритий 17 листопада 1950 року.
Тіссеранів параметр щодо Юпітера — 3,188.